# Малиновка (городской округ город Выкса)
Малиновка — посёлок в городском округе город Выкса Нижегородской области России, входящий в административно-территориальное образование Новодмитриевский сельсовет. Население — 11 (2010) чел.

## История
Посёлок основан в 1920-е годы жителями Новодмитриевки и Старой Дмитриевки.

## Общая физико-географическая характеристика
Географическое положение
По автомобильным дорогам расстояние до областного центра — города Нижнего Новгорода — составляет 220 км, до окружного центра — города Выксы — 29 км. Абсолютная высота — 152 метра над уровнем моря.
Часовой пояс
Малиновка, как и вся Нижегородская область, находится в часовой зоне МСК (московское время). Смещение применяемого времени относительно UTC составляет +3:00.

## Население
| 1999 | 2002 | 2010 |
| ---- | ---- | ---- |
| 27   | ↘23  | ↘11  |

Национальный состав
Согласно результатам переписи 2002 года, в национальной структуре населения русские составляли 91 % из 23 человек.